# نورت لیتل راک (آرکانزاس)
نورت لیتل راک (آرکانزاس) (به انگلیسی: North Little Rock, Arkansas) یک شهر در ایالات متحده آمریکا با جمعیت ۶۲٬۳۰۴ نفر است که در آرکانزاس واقع شده‌است.